# Mieke Schauvliege
Mieke Schauvliege (Gent, 1 augustus 1972) is een Belgisch politica voor Groen.

## Biografie
Schauvliege studeerde in 1995 af als bio-ingenieur aan de universiteit van Gent. Na haar studies was ze korte tijd leerkracht aan het Instituut Maria Middelares in Aalter. Vervolgens was ze van 1996 tot 1998 aan de slag als wetenschappelijk medewerker in het laboratorium voor Bosbouw van de UGent. Daarna werkte ze van 1998 tot 2004 als beleidsmedewerker bij Velt. Nadien trok ze als beleidsmedewerker naar het Agentschap voor Natuur en Bos, waar ze bleef tot in 2009, en werd Schauvliege van 2010 tot 2016 ingenieur en van 2016 tot 2019 directeur van de Groendienst voor Stad Gent. Ze is getrouwd en heeft twee kinderen.

## Politiek
Bij de gemeenteraadsverkiezingen in Aalter van 2000 werd Mieke Schauvliege vanop de zeventiende plaats verkozen. Sindsdien zetelt Schauvliege in de Aalterse gemeenteraad. In 2012 nam ze ook de fakkel over van fractievoorzitter Jef Tavernier. 
Op 26 mei 2019 nam ze deel aan de Vlaamse verkiezingen. Ze stond voor Groen op de tweede plaats in de kieskring Oost-Vlaanderen en werd verkozen met 13.109 voorkeursstemmen. Op 18 juni 2019 legde Schauvliege de eed af als Vlaams Parlementslid. Ze werd er lid van de commissies  Landbouw, Visserij en Plattelandsbeleid en Leefmilieu, Natuur, Ruimtelijke Ordening en Energie en liet er zich opmerken in debatten over het PFOS-schandaal. In april 2023 werd ze fractieleider in opvolging van Björn Rzoska.
Bij de Vlaamse verkiezingen van 9 juni 2024 werd Schauvliege als lijsttrekker van de Oost-Vlaamse Groen-lijst herkozen in het Vlaams Parlement met een persoonlijke score van 17.202 stemmen. Ze bleef vervolgens Vlaams fractieleider van Groen. Daarnaast werd Mieke Schauvliege vast lid van de commissies Algemeen Beleid, Financiën, Begroting, Justitie en Onroerend Erfgoed en Leefmilieu, Natuur en Ruimtelijke Ordening.

## Externe link

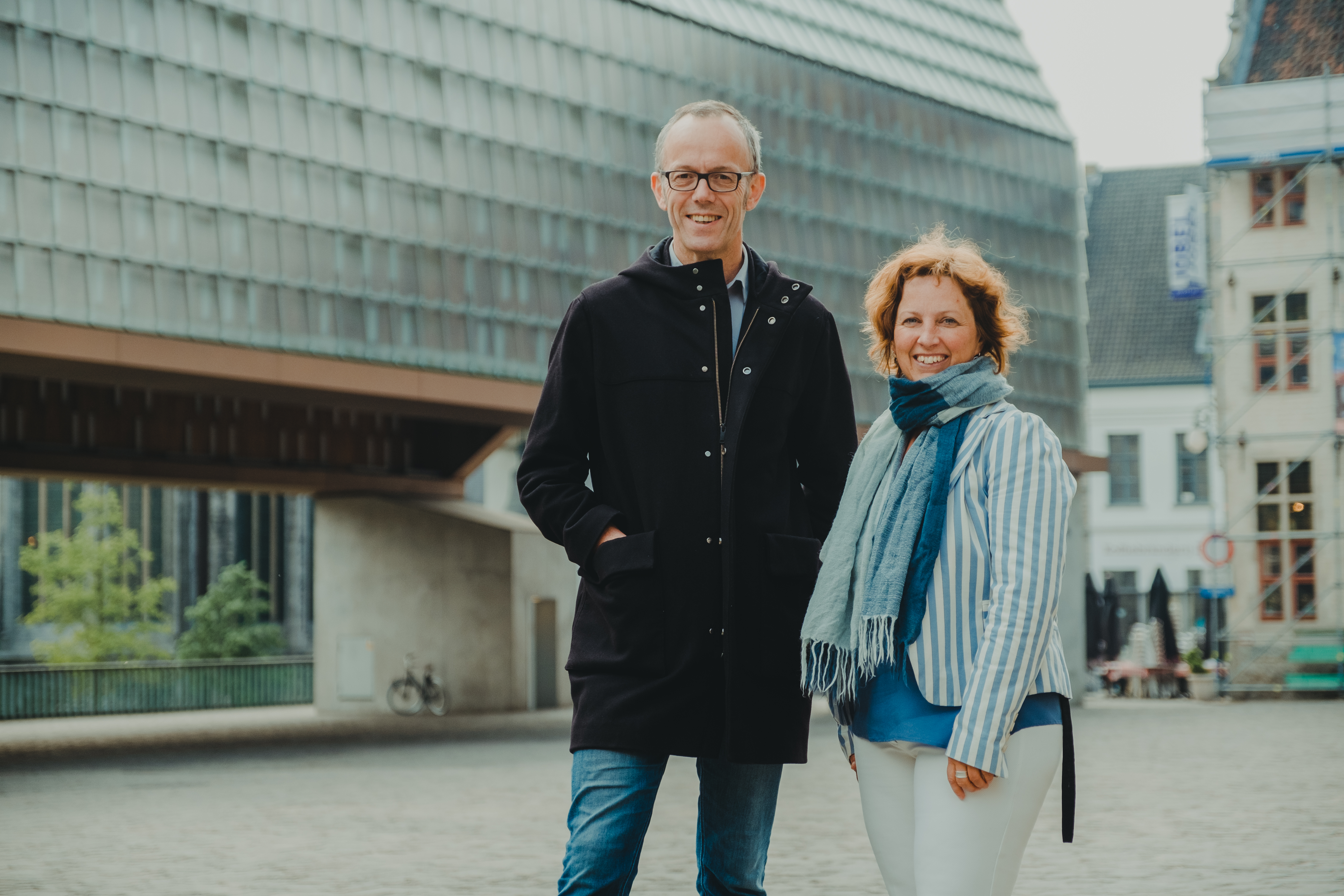
Schauvliege met Gents schepen voor Mobiliteit Filip Watteeuw (2019)